# Vasúti járművek Horvátországban

## Dízelmozdonyok
| Sorozatszám           | Gyártás éve                                                | Darabszám                  | Gyártó                            | Tengelyelrendezés | Teljesítmény kwh-ban | Kép |
| --------------------- | ---------------------------------------------------------- | -------------------------- | --------------------------------- | ----------------- | -------------------- | --- |
| HŽ 2041               | 1962-1965                                                  | 32                         | Brissoneau et Lotz/Djuro Djakovic | Bo'Bo'            | 606                  |     |
| HŽ 2042               | 1967 & 1962-1965 (1993)                                    | 3                          | Brissoneau et Lotz/Djuro Djakovic | Bo'Bo'            | 680,750              |     |
| HŽ 2043               | 1960 (1991)                                                | 6                          | EMD-GM/TZV Gredelj                | (A1A)'(A1A)'      | 1545                 |     |
| HŽ 2044               | 1981                                                       | 31                         | EMD-GM/Djuro Djaković             | (A1A)'(A1A)'      | 1826                 |     |
| HŽ 2061               | 1959-1966                                                  | 44 (kivonva a forgalomból) | EMD-GM                            | Co'Co'            | 1454                 |     |
| HŽ 2062               | 1972-1973                                                  | 55                         | EMD-GM                            | Co'Co'            | 1640                 |     |
| HŽ 2062-1 (subseries) | 1972-1973 (2002)                                           | 20                         | EMD-GM                            | Co'Co'            | 1640                 |     |
| HŽ 2063               | 1972                                                       | 14                         | MLV Kanada                        | Co'Co'            | 2461                 |     |
| HŽ 2132               | 1965-1978, 1959-1963 (1986), 1965 (1989), 1965-1978 (2005) | 98                         | Jenbach/Djuro Đaković/TZV Gredelj | C                 | 397                  |     |

## Villamos mozdonyok
| Sorozatszám | Gyártás éve                | Darabszám | Gyártó               | Tengelyelrendezés | Teljesítmény kwh-ban | Kép |
| ----------- | -------------------------- | --------- | -------------------- | ----------------- | -------------------- | --- |
| HŽ 1061     | 1960-1964, 1968            | 11        | Ansaldo, Olaszország | Bo'Bo'Bo'         | 2640                 |     |
| HŽ 1141     | 1968-1972, 1987, 1981-1985 | 65        | ASEA/Končar          | Bo'Bo'            | 3860                 |     |
| HŽ 1142     | 1981-1988                  | 12+4      | Končar               | Bo'Bo'            | 4400                 |     |

## Dízel motorvonatok
| Sorozatszám | Gyártás éve     | Darabszám | Gyártó                                 | Tengelyelrendezés          | Teljesítmény kwh-ban | Kép |
| ----------- | --------------- | --------- | -------------------------------------- | -------------------------- | -------------------- | --- |
| HŽ 7121     | 1980, 1981-1986 | 49        | Djuro Djaković                         | 2Bo' + Bo'2',Bo'Bo' + 2'2' | 2x230,2 x 210        |     |
| HŽ 7122     | 1980-1981       | 33        | FIAT, Olaszország & KALMAR, Svédország | (1A)                       | 2x147                |     |
| HŽ 7123     | 2004            | 7         | Bombardier Transportation              | 2'B' 2'B'                  | 2x560                |     |

## Villamos motorvonatok
| Sorozatszám | Gyártás éve | Darabszám                 | Gyártó                   | Tengelyelrendezés       | Teljesítmény kwh-ban | Kép |
| ----------- | ----------- | ------------------------- | ------------------------ | ----------------------- | -------------------- | --- |
| HŽ 6011     | 1964-1966   | 3 (Kivonva a forgalomból) | Pafawag, Lengyelország   | 2'2'+Bo'Bo+ Bo'Bo'+2'2' | 1392                 |     |
| HŽ 6111     | 1976-1979   | 20                        | Ganz MÁVAG, Magyarország | 2'2'+Bo'Bo'+2'2'        | 1200                 |     |
| HŽ 6112     | 2010        | 2                         | Končar, Horvátország     | Bo'2'2'2'Bo             | 2000                 |     |

## Forgalomból kivont járművek
- HŽ 1161 sorozat (villamos mozdony)
- HŽ 2131 sorozat (dízel tolatómozdony)
- HŽ 2133 sorozat (dízel tolatómozdony)
- HŽ 2141 sorozat (dízel tolatómozdony)
- HŽ 7021 sorozat (dízel motorvonat)
- HŽ 7221 sorozat (sínbusz)

### Bérelt és tesztelt járművek
- HŽ 1081 sorozat -> Bérelve Lengyelországból
- FS E402B sorozat -> Olasz mozdony Olaszországból
- MÁV V43 sorozat -> Magyar mozdony, melyet a Botovo-Koprivnica-Zágráb-vasútvonalon használtak